# Acrocercops coloptila
Acrocercops coloptila is een vlinder van de familie van de mineermotten (Gracillariidae). De wetenschappelijke naam van deze soort is voor het eerst voorgesteld door Edward Meyrick in een publicatie uit 1937.

## Verspreiding
De soort komt voor in Oeganda en Kenia.

## Waardplanten
De rups leeft op Annona squamosa (Annonaceae), Cussonia holstii (Araliaceae).